# Брэдли, Лютер
Лютер Прентис Брэдли (англ. Luther Prentice Bradley; 8 декабря 1822 — 13 марта 1910) — офицер армии США,  участник Гражданской войны и Индейских войн.

## Биография
Лютер Прентис Брэдли родился в городе Нью-Хейвене, штат Коннектикут. Он занимал различные должности в ополчении Коннектикута, где получил базовое военное образование, а в 1850 году получил звание лейтенанта. В 1855 году он переехал в Чикаго, где занялся книжным бизнесом и служил в ополчении Иллинойса.  Брэдли получил звание капитана 1-го Иллинойского ополчения, а затем подполковника «Чикагского легиона».
Когда в США началась гражданская война, он решил вступить в армию Союза. 6 ноября 1861 года Брэдли был назначен подполковником 51-го Иллинойского пехотного полка. Под командованием Дона Карлоса Бьюэлла, он сражался со своим полком при захвате острова Номер Десять в Нью-Мадриде, штат Миссури, и при оккупации Нэшвилла. 15 октября 1862 года он был произведен в полковники, а затем той зимой участвовал в битве при Стоунз-Ривер. Был тяжело ранен во время сентябрьского сражения 1863 года при Чикамоге, где он командовал бригадой.
В июле 1864 года Брэдли был назначен бригадным генералом добровольцев и участвовал в многочисленных сражениях на Юге. Он участвовал в битве за Атланту, во время которой командовал бригадой в дивизии Джона Ньютона IV корпуса Камберлендской армии. Брэдли сражался в Теннесси в битве при Спринг-Хилл 28 ноября 1864 года и был снова ранен, из-за чего не смог возглавить свою бригаду во время битвы при Нэшвилле.
После гражданской войны Брэдли подал в отставку, но в июле 1866 года вернулся на действительную службу в звании подполковника 27-го пехотного полка. Он переехал на запад, где руководил строительством форта Си-Эф-Смит в Монтане и участвовал в войнах против лакота и шайеннов. После сражения на сенокосном лугу подполковник подвёргся критике со стороны нескольких его солдат за задержку с отправкой помощи людям, оказавшимся в ловушке во время нападения индейцев.
Получив чин полковника в марте 1879 года, он был переведён в 13-й пехотный полк в июне того же года. Брэдли служил в Джорджии, Луизиане и Нью-Мексико до 1886 года. С 1884 по 1886 год он командовал округом Нью-Мексико.
Брэдли ушёл в отставку 8 декабря 1886 года. Он умер в Такоме, штат Вашингтон, в 1910 году и был похоронен на Арлингтонском национальном кладбище.